# Lamy Liaisons
Lamy Liaisons est une société d'édition professionnelle spécialisée en information juridique en France.
Fruit du regroupement des Éditions Lamy et du groupe Liaisons, Lamy Liaisons est spécialisée en droit des affaires, droit des transports et en droit social. Depuis 2022, elle est la filiale française du groupe suédois Karnov Group (sv),

## Histoire

### 1892 - 1989: Lamy et Liaisons, deux groupes indépendants

#### 1895 - 1989: Éditions Lamy
En 1892, Ludovic Lamy fonde la « Ligue commerciale et industrielle pour l’amélioration des conditions de travail et de transport par chemin de fer ». À partir de 1895, il édite le Bulletin des Transports, d’« une longévité exceptionnelle », toujours publié sous le nom de Bulletin des Transports et de la Logistique.
En 1951, le premier Lamy Social paraît.

#### 1945 - 1996: Groupe Liaisons
Liaisons sociales quotidien est né en 1945 sous la plume d'anciens résistants. En 1966, le fils de l'économiste Aristide Blank, Patrice-Aristide Blank qui fut résistant et PDG de France-Soir,  fait l’acquisition de l’Officiel des Transporteurs et crée le groupe Liaisons qui rachète Liaisons sociales quotidien,. Le titre Liaisons sociales magazine (LSM) a été créé en 1984.

### 1989 - 2022: Sous Wolters Kluwer
En 1989, Wolters Kluwer s’implante en France avec l’acquisition des Éditions Lamy, suivie en 1996 du Groupe Liaisons éditant notamment Liaisons sociales,,. Jusqu'alors séparés, ces deux groupes sont réunis au sein de la filiale française du groupe néerlandais, tout en gardant leur identité propre sous deux noms de marque.
Dans les années 1990, Wolters Kluwer France développe sa gamme de produits en se lançant dans le numérique à travers les cédéroms,.
À partir d'avril 1999, Liaisons sociales Magazine, jusqu'à cette date accessible uniquement sur abonnement, apparaît dans les kiosques afin de toucher un plus large public,,. À cette date, la publication comptait 30 000 abonnés.
Le quotidien Libération qualifie, en 1999, la rédaction de Liaisons sociales comme « réputée pour la rigueur de ses informations et la pertinence de ses analyses ».
En 2000, est créé le titre Liaisons sociales Europe.
Liaisons sociales lance ses numéros spéciaux en 2003, conformément à sa stratégie de toucher le grand public par les kiosques. Le premier numéro spécial porte sur la société européenne. La même année, la base de données juridiques en ligne et outil de veille Lamyline est créée,.
Au cours des années 2010, Wolters Kluwer connaît des difficultés financières et judiciaires,,.
En juin 2010, Liaisons sociales et l'AFP s'associent pour créer un fil d'informations sociales commun pour attirer le grand public.
La journaliste Sandrine Foulon (d) de Liaisons sociales collabore avec France Inter, à partir de 2011, pour l'animation d'une chronique hebdomadaire, « Ma vie au boulot ».
Les Éditions Lamy acquièrent Le droit maritime français en 2013.
En 2016, WKF cède au groupe de presse ATC (d) (et à sa filiale Info6tm (d)) son pôle presse qui comprend : Liaisons sociales magazine, Tour Hebdo ou encore La Lettre des Juristes d’affaires.
En 2021, Wolters Kluwer France, en partenariat avec Lexbase, lance Solveo Notaire.

### Depuis 2022: Rachat par Karnov Group
En novembre 2022, Lamy Liaisons passe sous pavillon suédois avec son rachat par Karnov group (d),.

## Titres édités

### Pôle: Lamy
- Lamyline, une base de données juridiques : fonds documentaire et outils de veille[29],[18],[30].
- Actualités du droit, site de veille juridique.
- Revue Lamy Droit civil[31],[32].
- Revue Lamy de la concurrence, revue mensuelle[33].
- Revue Lamy droit des affaires, revue mensuelle[34].
- Revue Lamy droit de l’immatériel, revue mensuelle[35].
- Les nouvelles fiscales, revue bimensuelle[36],[37].
- Revue des loyers[38]
- Les Cahiers Lamy du CSE, un mensuel pratique destiné au CSE des entreprises[39].
- Semaine Sociale Lamy, revue hebdomadaire[40],[41].
- Les Cahiers du DRH, une publication d’ingénierie juridique[42].
- Jurisprudence Sociale Lamy, un bimensuel où des experts commentent la jurisprudence[43].
- Lamy Notaire (ex-Solveo Notaire[26].), solution destinée aux notaires.
- Bulletin des transports et de la logistique, une publication qui paraît depuis 1895[44],[45].
- Le droit maritime français, la référence depuis 1923 en droit des activités maritimes[46].
- La lettre Lamy de l'environnement[47].
- Le bulletin du droit de l'environnement industriel (BDEI)[48],[49].
- Revue juridique personnes et famille[50].
- Revue Lamy droit alimentaire (ex-Option Qualité)[51].

### Pôle: Liaisons sociales
- liaisons-sociales.fr[52]
- Liaisons Sociales quotidien[53],[54].
- Liaisons Sociales Europe, lettre bimensuelle spécialisée dans les questions sociales européennes[55],[56].
- Liaisons sociales - Les Thématiques[57],[58].
- Protection Sociale Informations, lettre hebdomadaire sur l’actualité de la santé, des retraites et de l’épargne salariale[59],[60],[61].
- Social pratique, bimensuel orienté vers les PME[62],[63].
- Solveo RH, une solution destinée aux RH.

## Ligne éditoriale

### Publications
(novembre 2023).

Au-delà du droit de l'entreprise ou des affaires, du droit social ou du droit des transports,, Lamy Liaisons couvre l'ensemble du spectre du droit par ses ouvrages, par ses solutions numériques, ou par ses formations, forums et conférences d’actualité. En effet, elle produit, en outre, des podcasts pour mieux comprendre le droit du travail : « À l'Audience » et « Blâme ».
Les informations et sondages de Liaisons sociales sont reprises par la presse nationale grand public,,,. 

### Auditoire
L'auditoire originel de Lamy Liaisons est constitué de responsables des ressources humaines, d'avocats, juristes en entreprise, syndicalistes, fonctionnaires du ministère du Travail et d'autres administrations,,. Dans les années 2000, Lamy Liaisons souhaite toucher le grand public par la vente au numéro dans les kiosques. Finalement, depuis 2021 le groupe vise les notaires via Solveo, qui devient Lamy Notaire en 2023.

## Organisation

### Forme juridique
Lamy Liaisons est une société indépendante (sous la forme d'une SAS) dont le principal actionnaire est le Karnov Group (sv).

## Identité visuelle

### Collaborateurs notables

#### Anciens collaborateurs
- Yves Aoulou (d)[81],[82]
- Stéphane Béchaux[83]
- Denis Boissard[84],[85]
- Christophe Boulay
- Marie-Françoise Clavel-Fauquenot[86]
- Leïla de Comarmond (d)[87]
- Jean-Paul Coulange[86]
- Valérie Devillechabrolle[88]
- Laure Dumont[89]
- Sandrine Foulon (d)[90]
- Isabelle Gervais[86]
- Fanny Guinochet (d)[91]
- Sabine Izard[92]
- Manuel Jardinaud[93],[94]
- Annie Katz[95]
- Audrey Le Moisan[96]
- Sandra Limou[97]
- Isabelle Moreau[95]
- Raymond Soubie[98]

##### Collaborateurs actuels
- Palmira Andrade[99]
- Françoise Champeaux[100],[101]
- Aude Courmont[102]
- Guillaume Deroubaix[76]
- Ludovic Masson[103]
- Carine Paugnat[79]
- Jean-François Rio[104]